# Awa-odori

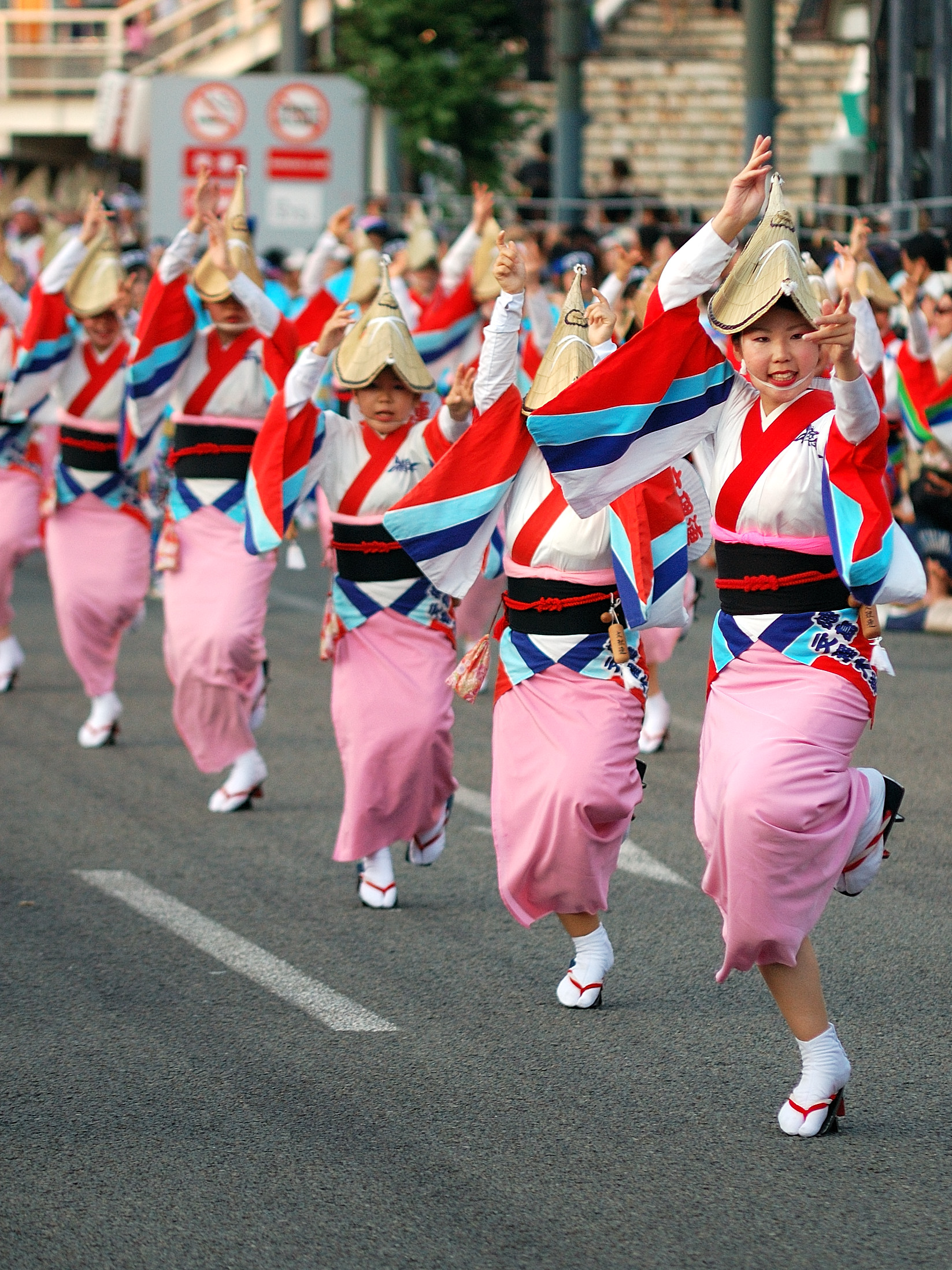
Awa-odori, Tokushima (2008); charakterystyczne kapelusze tancerek o nazwie torioi-gasa

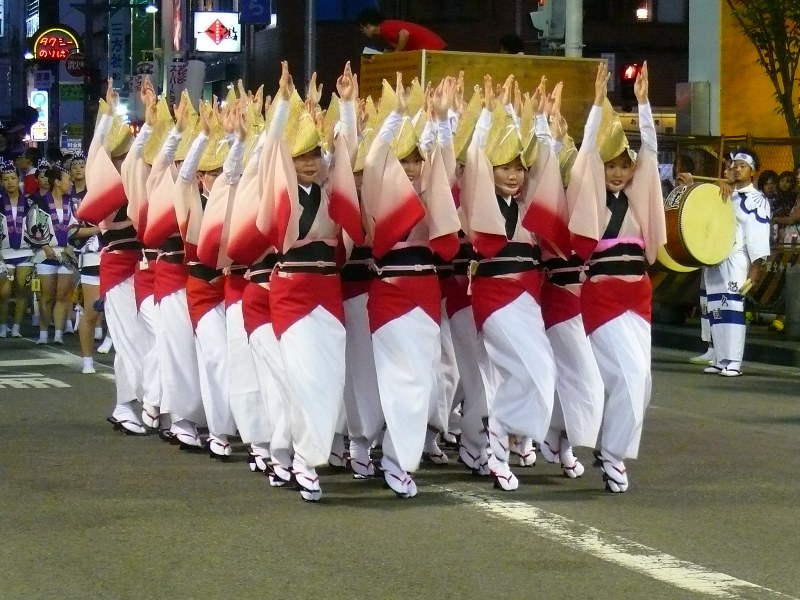
Tokushima (2008)

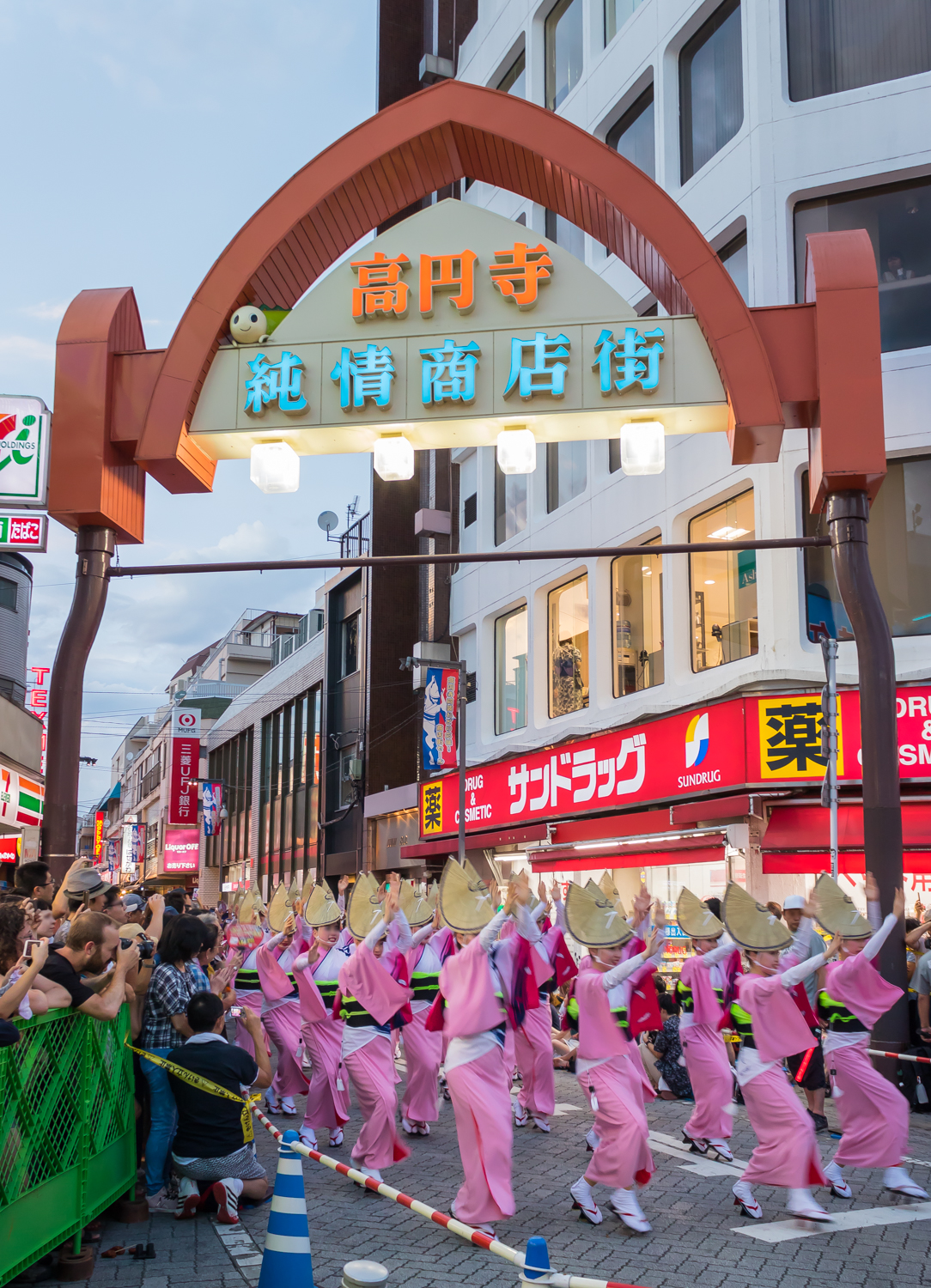
Kōenji, Tokio (2018)

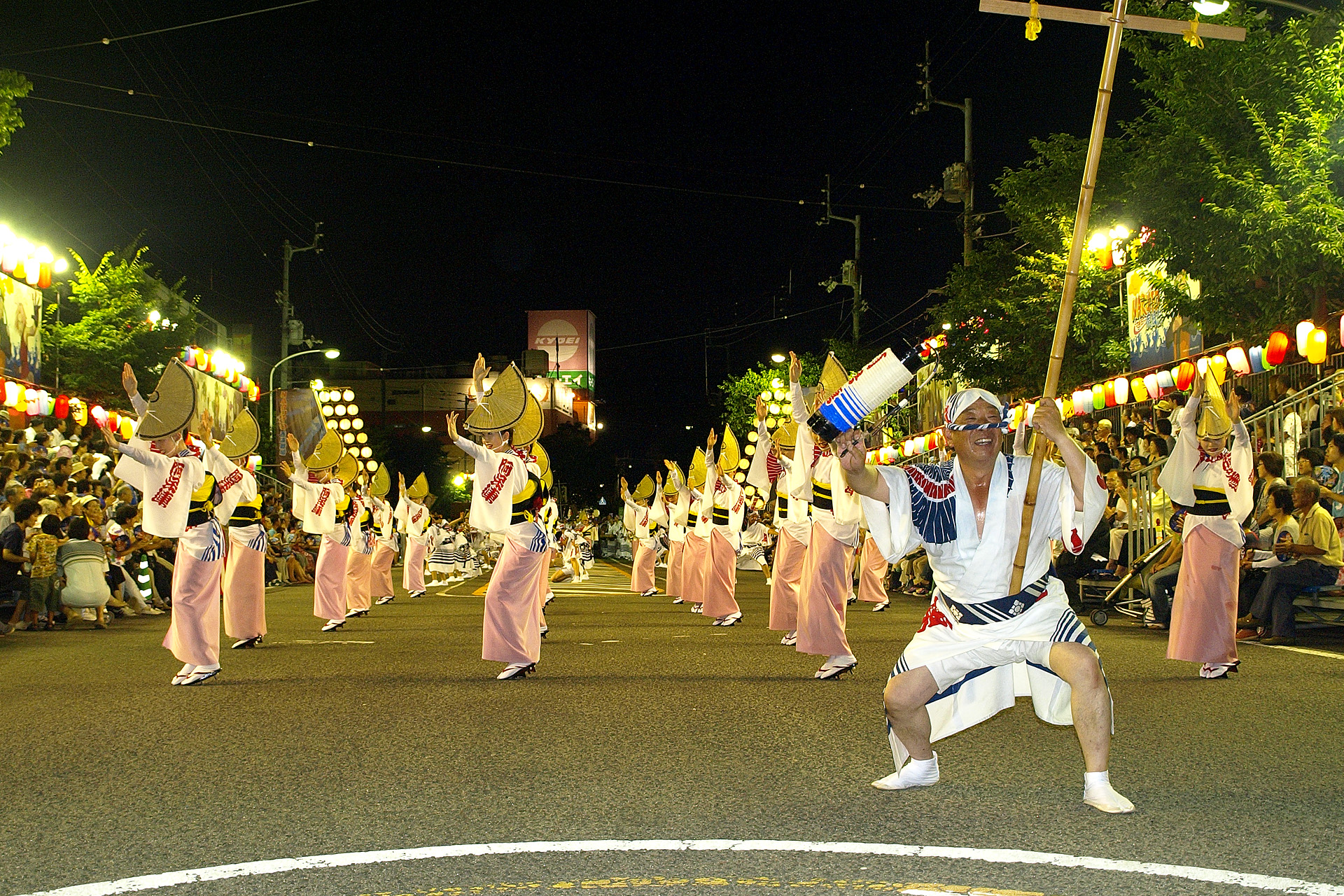
Awa-odori w Naruto (2010)

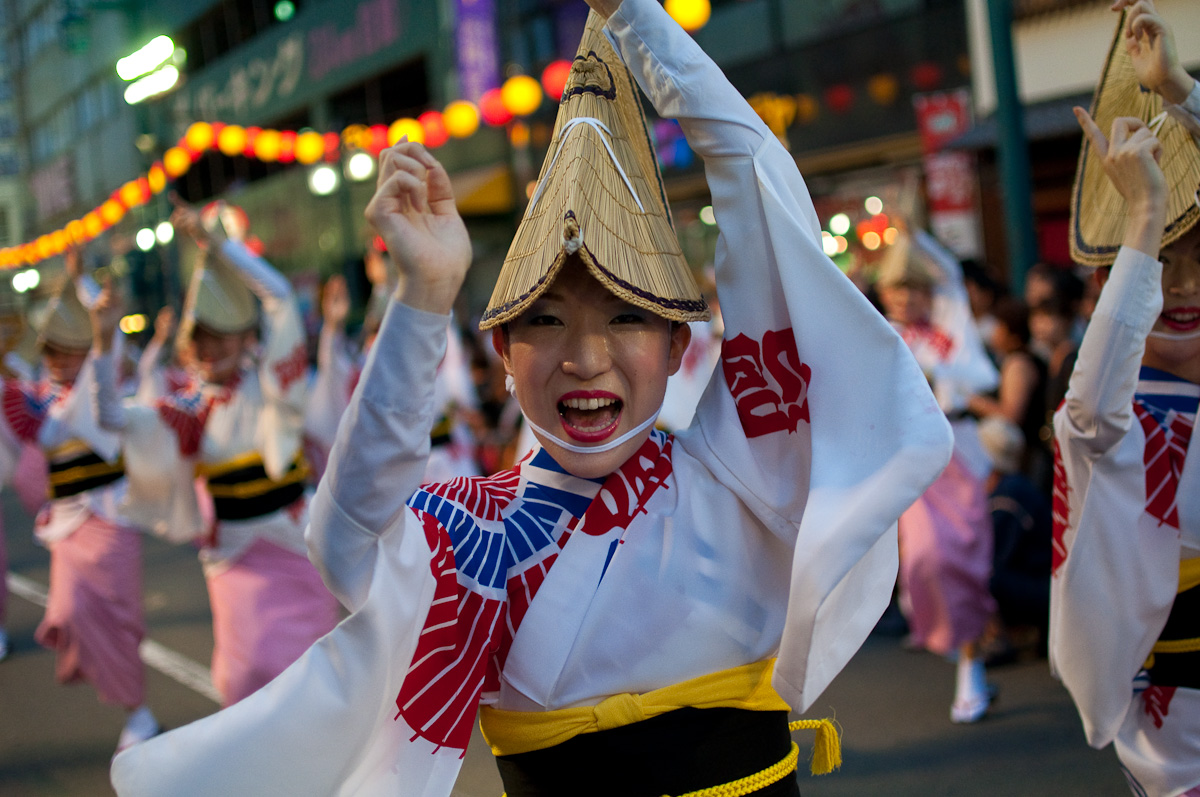
Tokushima (2009)

Awa-odori (jap. 阿波おどり, 阿波踊り) – taniec i jeden z najbardziej znanych festiwali tanecznych w Japonii, odbywający się głównie w mieście Tokushima, w prefekturze Tokushima, podczas sezonu pamięci o przodkach (o-bon) w połowie sierpnia. Awa (阿波) to dawna nazwa prefektury Tokushima, odori (おどり, 踊り) oznacza taniec.

## Historia
Istnieją trzy teorie dotyczące pochodzenia tego tańca:
1. od żywiołowego festiwalu zorganizowanego z okazji ukończenia w 1587 roku budowy zamku Tokushima dla daimyō Iemasy Hachisuka (1558–1639), który w podzięce dostarczył mieszkańcom z tej okazji duże ilości sake. Wspomina o tym jedna z pieśni ludowych śpiewanych podczas tańca i jest to najbardziej znana opowieść;
2. od lokalnej odmiany tańca bon-odori, który jest wykonywany w całej Japonii latem w ramach o-bon, buddyjskiej tradycji upamiętniającej przodków. Uważa się, że ich duchy wracają do tego świata, aby odwiedzić swoich bliskich. Tańce ludowe i śpiewy były w przeszłości częścią ich powitania i z czasem przekształciły się w radosne tańce przy akompaniamencie instrumentów muzycznych, jak np. bębny: shime-daiko, ō-daiko, tsuzumi oraz gongi kane, flety fue, shamisen;
3. od tańca fūryū-odori (od fūryū, starożytnej formy tańca dramatycznego), który jest uważany m.in. za źródło teatru nō[1][3].

Ze względu na to, że indygo było (i jest nadal) głównym produktem Tokushimy, a kupcy regionu byli znani z zamożności, stali się liderami ogólnokrajowej wymiany kulturalnej na początku XIX wieku. Jednocześnie awa-odori zintegrował różne elementy innych festiwali z wielu miejsc w Japonii. W ten sposób taniec przyjął różne elementy kulturowe i zakorzenił się jako tradycyjna sztuka Tokushimy.
Okres II wojny światowej i zbombardowanie Tokushimy w lipcu 1945 roku doprowadziło do zniszczenia 62% miasta. Taniec i parady zostały wskrzeszone w 1946 roku.
W czasie wystawy światowej EXPO 1970 w Osace niektóre zespoły taneczne wystąpiły tam i w wyniku międzynarodowego zainteresowania zaczęły wyjeżdżać za granicę. Tym samym tradycyjny festiwal lokalny w Tokushimie zamienił się w festiwal prezentacji kultury Japonii. Zaczęto prezentować awa-dori, który przyciąga ludzi, a nie tylko jako „taniec dla siebie”. Taniec i muzykę zmieniono na bardziej wyrafinowany styl sztuki, co doprowadziło do większej różnorodności i wyjątkowości wśród wielu zespołów.
Obecnie różne festiwale awa-odori odbywają się w każdym regionie Japonii, ich liczba wynosi około 50. W przypadku prefektury Tokushima pierwszy z nich odbywa się w Naruto w dniu 9 sierpnia, a inne później w różnych miejscach prefektury. Najbardziej dynamicznym, pełnym temperamentu i najpopularniejszym jest festiwal w mieście Tokushima, w dniach od 12 do 15 sierpnia.
W tokijskiej dzielnicy Kōenji (Suginami) również odbywa się Awa Dance Festival, wzorowany na Tokushimie. Zaczęto go organizować w 1956 roku z inicjatywy migrantów przybywających z Sikoku. Około 200 dynamicznych i kolorowych grup składających się 12 tys. tancerzy przyciąga setki tysięcy gości.

## Wyjaśnienia
W Tokushimie taniec jest prezentowany przez ponad tysiąc grup, które nazywają się ren. Wśród nich są zarówno zespoły sławne yūmei-ren, jak i doraźne, składające się z pragnących uczestniczyć w zabawie pracowników firm, studentów itp..
Kapelusze tancerek miały różne kształty, ale od połowy okresu Taishō (1912–1926) popularność zdobyły torioi-gasa o ciekawym i nietypowym kształcie. Nazwa oznacza „kapelusz odstraszający ptaki” i pierwotnie został pomyślany tak, aby ukryć twarz, jednocześnie odstraszając ptaki z pól.
Wesoły, podwójny rytm awa-odori znany jest jako zomeki. Oznacza to również taniec hałaśliwy, efektowny i żywy. Jest prezentowany w godzinach popołudniowych i wieczornych.
Parada składająca się wyłącznie z instrumentów muzycznych, bez tańca, trwa od rana do południa. Nazywa się nagashi.
Przed każdą z grup ren niesione są dwa papierowe lampiony na długiej bambusowej tyczce. Na lampionach figurują nazwy grup. Pozwala to na utrzymanie równego tempa parady, informując tancerzy kolejnych grup o posuwaniu się do przodu.

## Tokushima Awaodori Kaikan
Tokushima Awaodori Kaikan (Awa Odori Festival Hall) jest obiektem stworzonym dla turystów, prezentującym taniec awa-odori i jego historię poprzez występy tancerzy, zbiory muzealne i warsztaty. Został otwarty w lipcu 1999 roku, u podnóża góry Bizan, która jest symbolem miasta.